# 小川太郎 (教育学者)
小川 太郎（おがわ たろう、1907年(明治40年)11月16日 - 1974年(昭和49年)1月31日）は、日本の教育学者。

## 経歴
1907年、台湾生まれ。言語学者である父の小川尚義は、台湾総督府に勤務し、台湾語ならびに台湾原住民諸語について研究していた。東京帝国大学を卒業。卒業後は台北第一師範学校、愛媛師範学校に勤務した。
戦後、愛媛県教育研究所長。神戸大学教授となった。1971年に定年退官し、その後は日本福祉大学教授として教鞭をとった。大学外では、全国部落問題研究協議会長をつとめ、作文教育、同和教育に尽力した。1974年1月31日、肝臓がんのため神戸大学医学部附属病院で死去。66歳。

## 家族・親族
- 父：小川尚義は言語学者。

## 著書
- 『日本の子ども』金子書房、教育文庫、1952、のち新評論
- 『日本教育の構造』国土社、1955
- 『立身出世主義の教育』黎明書房、1957
- 『国民教育と教師』国土社、1959
- 『発達と教育』明治図書出版、現代教育全書、1960
- 『教育と陶冶の理論』明治図書出版、1963
- 『教育科学研究入門』明治図書出版、1965
- 『生活綴方と教育』明治図書出版、1966
- 『現代の課題と教師の任務』明治図書出版、1967
- 『子どもの教育権を守ろう』明治図書出版、1971
- 『小川太郎教育学著作集』全6巻、青木書店、1979-80
  - 第1巻 (教育の原理)
  - 第2巻 (日本教育の思想と構造)
  - 第3巻 (日本の子どもと生活綴方)
  - 第4巻 (集団主義教育論)
  - 第5巻 (同和教育)
  - 第6巻 (学力形成の基礎理論)

### 共編著
- 『新しい道徳教室』編、新評論社、1954
- 『子どもの予算生活』山田秋夫共著、中央公論社、1955
- 『生活綴方的教育法』国分一太郎共編、明治図書出版、1955
- 『教育と政治 その対決と結びつき』編、新評論・教育新書、1958
- 『国民のための道徳教育』編著、法律文化社、1958
- 『集団教育実践論』編、明治図書出版、1958
- 『災害と教育 伊勢湾台風は何を教えたか』編、新評論、1960
- 『同和教育の理論と方法』編、部落問題研究所出版部、同和教育シリーズ、1963
- 『教育の原理』高木太郎共編 六月社、1964
- 『講座部落解放の教育 第4』中村拡三共編、汐文社、1965
- 『新中国の生活指導』編 小川さち代訳、明治図書出版、教育問題新書、1966
- 『講座集団主義教育』 第1-3 編、明治図書出版、1967
- 『女教師のための人生論』共著、明治図書新書、1967
- 『小学校の集団主義教育』編著、明治図書出版、1968
- 『高校の集団主義教育』編著、明治図書出版、1969
- 『中学校の集団主義教育』編著、明治図書出版、1969
- 『講座軍国主義教育』第1、3 編、明治図書新書、1970
- 『生活綴方と生活指導』太田昭臣共編、明治図書出版、1972
- 『あすをひらく保育』深谷鋿作共編、時事通信社、市民の学術双書、1974
- 『福祉・障害者・大学 障害者の教育権と社会福祉研究・教育体制』浦辺史、小川政亮共編、ミネルヴァ書房、1975

## 参考サイト
- デジタル版日本人名大辞典